# Los vikingos (historieta de Mortadelo y Filemón)
Los vikingos es una historieta de 2001 del autor de cómics español Francisco Ibáñez, perteneciente a su serie Mortadelo y Filemón.

## Trayectoria editorial
Firmada en 2000 y publicada en 2001 en el n.º 86 de Magos del Humor y más tarde en el número 158 de la Colección Olé.

## Resumen
Un drakkar vikingo está abordando las embarcaciones lujosas mientras navegan, robando y secuestrando a los ocupantes. Ese drakkar después de cometer sus fechorías desaparece sin dejar rastro.
Mortadelo y Filemón deberán descubrir el misterio, recuperar los objetos robados y liberar a los secuestrados.